# Dieter Göpel

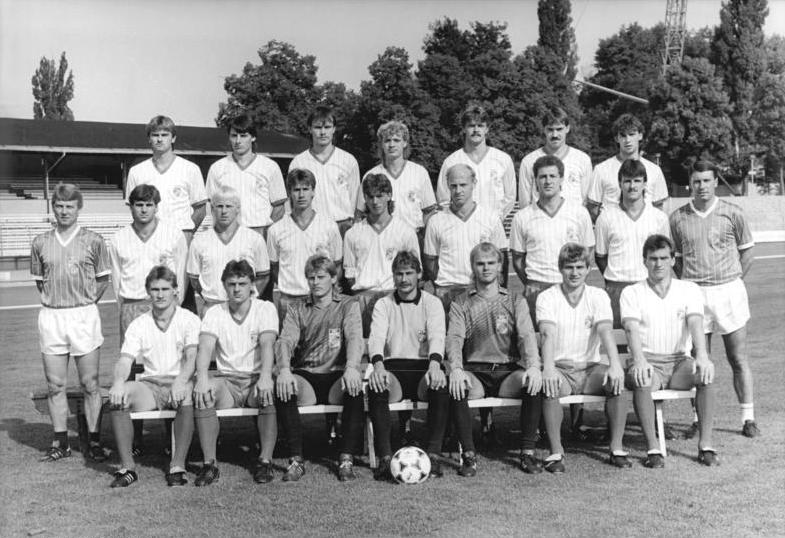
Dieter Göpel (mitte Reihe, erste von rechts) mit FC Rot-Weiß Erfurt im Jahr 1989

Dieter Göpel (* 14. August 1950) ist ein ehemaliger deutscher Fußballspieler. In der DDR-Oberliga, der höchsten Spielklasse im DDR-Fußball, war er für den FC Rot-Weiß Erfurt aktiv.

## Sportliche Laufbahn
Zu Beginn der Saison 1970/71 wurde der 1,84 m große Mittelfeldspieler Dieter Göpel vom drittklassigen Bezirksligisten Motor Weimar zum Oberligavertreter Rot-Weiß Erfurt delegiert. Dort wurde er zunächst in der Bezirksligaelf Rot-Weiß II eingesetzt. Erst als in der Saison-Rückrunde mehrere Spieler ausfielen, wurde Göpel regelmäßig in der Oberliga eingesetzt. In zwölf Spielen spielte er sowohl im Mittelfeld wie auch im Angriff und erzielte auch sein erstes Oberligator. Am Saisonende musste der FC in die DDR-Liga absteigen. Dort entwickelte sich Göpel zum Stammspieler, er bestritt 21 der 22 Punktspiele und alle acht Aufstiegsspiele, in denen sich Rot-Weiß den Wiederaufstieg erkämpfte. Zurück in der Oberliga verletzte sich Göpel nach zwölf Punktspieleinsätzen in der Hinrunde so schwer, dass er fast ein Jahr pausieren musste. Nach nur sechs Oberligaspielen 1973/74, meist als Einwechselspieler, rückte er erst in der Spielzeit 1974/75 wieder in den Spielerstamm auf. Bis 1982/83 fehlte er, nun als Verteidiger spielend, jeweils nur in wenigen Spielen der Oberliga. Als er 33-jährig seine Karriere beim FC Rot-Weiß Erfurt beendete, hatte er 238 Einsätze in der Oberliga absolviert und dabei 22 Tore erzielt. Hinzu kommen 40 Spiele in der DDR-Liga (davon 13 und ein Tor für RWE II). Zur Saison 1983/84 kehrte Göpel zu Motor Weimar zurück. Dort kam er zunächst in 14 von 22 DDR-Ligaspielen zum Einsatz und stieg anschließend mit der Mannschaft in die Bezirksliga ab. Nach dem sofortigen Wiederaufstieg bestritt er noch zwei weitere Spielzeiten mit Motor Weimar, in denen er wieder als Stammspieler 63 der 68 ausgetragenen Punktspiele absolvierte.